# カノムボーディン
カノムボーディン（タイ語: ขนมบดิน）は、伝統的なタイのイスラム教徒の間で受け継がれてきたケーキの一種で、チョンムアンやカノムファランクディチンなどのタイの菓子と同じくポルトガルの菓子に由来すると考えられている。
カノムボーディンという名称は「カノムモディン」（ขนมหม้อดิน:粘土製容器の菓子）に由来すると考えられている。
カノムボーディンは一見するとバターケーキの様だが、小麦粉 （メイダ粉が用いられることも）、バター、牛乳を主な材料とし、より甘い。  
元来このケーキは、イスラム教徒の間でのみ作られ、食べられていた。現在はタイ全国で珍しいデザートと考えられる様になってきており、特にバンコクのあるタイ中部においてイスラム教徒が中心となって製造、販売されている。
特にバンコクでは、スワンプルーモスクなどでイスラム教徒が経営するカノムボーディンの店が数店舗ある。